# Evguenievka
Evguenievka (autrefois Strauchdorf), en russe Евгениевка, est un ancien village de colons allemands situé au Daghestan (fédération de Russie). Il se trouve à quatre kilomètres au sud de Novosselskoïe, au bord de la rivière Yaman-Sou, dans la plaine Koumyke.

## Histoire
Le village a été fondé en 1889 sous le nom de Strauchdorf (de l'allemand Strauch — arbrisseau — et de Dorf — village) par des paysans allemands de Tauride venus des bords de la mer Noire. En 1914, il comptait 254 habitants de confession luthérienne ou mennonite travaillant les terres qui leur avaient été attribuées. Le village fut rebaptisé Evguenievka lorsque l'Empire russe procéda à la dégermanisation de ses toponymes au début de la Première Guerre mondiale.
Les habitants de Strauchdorf s'enfuirent du village en 1918, lorsque, profitant de l'écroulement du pouvoir central, les Tchétchènes incendièrent et pillèrent les colonies agricoles de la plaine koumyke et s'y installèrent. Une cinquantaine de paysans allemands revinrent toutefois au village lorsque le pouvoir soviétique remit de l'ordre dans la région. En 1939, les autorités y installèrent des Laks originaires du village de Tchourtakh (raïon des Laks). Finalement tout le village fut évacué en 1944 lorsque Staline décida — après la déportation en octobre 1941 des descendants d'Allemands en Asie centrale — de déporter à leur tour tous les Tchétchènes en Asie centrale. Les quelques familles de Laks furent transférées pour former le village de Novo-Tchourtakh au sud de Khassaviourt, dans le raïon de Novolakskoïe.
Le nom du village est conservé par le canal du même nom qui traverse l'ancienne colonie agricole.

## Source
- (ru) Cet article est partiellement ou en totalité issu de l’article de Wikipédia en russe intitulé « Евгениевка (Дагестан) » (voir la liste des auteurs).